# David Phillips (climatologue)
Pour les articles homonymes, voir Dave Phillips, David Phillips et Phillips.
David Wayne Phillips est un climatologue du Service météorologique du Canada (ministère de l'Environnement et Changement climatique Canada), très connu comme porte-parole auprès des médias du Canada anglais, et l'auteur de plusieurs livres et articles de vulgarisation.

## Biographie
Phillips est né et a grandi à Windsor (Ontario). Il a étudié la géographie à l'Université de Windsor et obtenu un Baccalauréat universitaire ès lettres en 1966.
Durant sa dernière année à l'université, Phillips a écrit un article à propos du climatologue canadien de renom Kenneth Hare. En faisant ses recherches, il apprit que le service météorologique canadien, alors sous la gouverne du ministère Transports Canada, engageait des météorologues et que le recruteur connaissait bien le docteur Hare. Bien que non qualifié pour l'emploi, il décida de poser sa candidature pour avoir la chance de discuter de Hare avec le recruteur. Il passa donc une entrevue d'embauche tout en spécifiant qu'elle était sa motivation réelle et n'espéra pas être retenu.
Après ses études, il a donc enseigné brièvement mais s'est vu offrir un travail à Toronto par la Direction de la météorologie de Transports Canada pour des recherches sur la climatologie des Grands Lacs afin de répondre à des questions sur les dossiers climatiques pour les agriculteurs (période sans gel, tendances de la température, etc.), pour les planificateurs urbains évaluant l'emplacement pour un aéroport ou à propos des vents locaux pour les grands-bâtiments, et pour des requêtes publiques plus générales.
Ses fonctions l'ont graduellement amené en relation avec les médias, d'abord locaux en Ontario puis nationaux en langue anglaise. Dave Phillips est devenu de plus en plus le porte-parole officiel du Service météorologique du Canada pour parler des grandes lignes de la climatologie canadienne, des événements météorologiques extrêmes, des tendances saisonnières et autres sujets au Canada anglais. Il est cependant beaucoup moins connu au Canada français et très peu au Québec où ce sont des porte-paroles francophones qui s'occupent des mêmes tâches. Par exemple, durant les années 1990, Phillips filma une série de courtes capsules intitulées « Demandez à l'expert » pour The Weather Network mais pas pour son équivalent francophone MétéoMédia.
En tant qu'historien du temps, il a colligé et catalogué avec son équipe plus de 35 000 anecdotes et événements météo. Il publie annuellement un calendrier,  Canadian Weather Trivia Calendar, mentionnant un de ces faits quotidiennement. Chaque année depuis 1996, Phillips recense également les événements extrêmes affectant le Canada et publie une liste des dix plus importants de l'année pour le compte du SMC.
En 2016, Phillips célébra 48 années de service pour le gouvernement canadien.

## Affiliations et prix
- Médaille du mérite de l'Université de Windsor (2012)[6] ;
- Membre de la Société géographique royale du Canada[1] ;
- Membre de la Société canadienne de météorologie et d'océanographie[1] ;
- Médaille commémorative pour 125e anniversaire de la Confédération canadienne[1] ;
- Médaille Patterson pour services éminents à la météorologie au Canada[7] ;
- Médaille du jubilé de diamant de la reine Élisabeth II[1] ;
- Deux fois le prix du Mérite de la fonction publique[1] ;
- Docteur honoris causa de l'Université de Waterloo et de l'Université de Nipissing[1] ;
- Ordre du Canada (2001)[3] ;
- Médaille Camsell de la Société géographique royale du Canada (1993)[8].